# باربرا كورونيل
باربرا كورونيل (بالإسبانية: Bárbara Coronel)‏ هي ممثلة إسبانية، ولدت في 1632، وتوفيت في 1691.